# Neu! '75
Neu! '75 (o NEU! 75) es el tercer álbum de estudio de la banda alemana de rock experimental Neu!, perteneciente a la escena krautrock. El álbum fue grabado con el productor Konrad Plank y fue lanzado en 1975. Este álbum es considerado por muchos críticos como el mejor del grupo.
El dúo (conformado por Michael Rother y Klaus Dinger) se había separado temporalmente antes de la grabación de este álbum. Neu! 75 fue su último álbum hasta que se reunieron entre 1985 y 1986 para grabar Neu! 4. En Neu! 75 cuentan con Thomas Dinger (hermano de Klaus) y Hans Lempe en batería, quienes conformarían La Düsseldorf junto a Klaus Dinger.
El álbum está dividido claramente en dos mitades: las primeras tres canciones son más cercanas al ambient y están más relacionadas con la visión de Rother, y contiene canciones como "Isi", que es considerada un ejemplo del ritmo "motorik" característico del grupo, aunque contiene una mayor presencia de sintetizadores. El segundo lado, en cambio, está más inspirado por la visión de Dinger, con canciones como "Hero" y "After Eight" que han sido consideradas precursoras del punk y han sido en ocasiones comparadas con el garage rock de bandas como The Velvet Underground y The Stooges.
Neu! 75 estuvo fuera de impresión por mucho tiempo, y durante los años 80 solo estaba disponible en forma de bootleg (por medio de un sello llamado Germanofon), al igual que los dos álbumes anteriores del grupo. El álbum fue relanzado en el año 2001 en formato CD por Astralwerks, Grönland y EMI Electrola.
El arte de tapa del álbum, diseñado por el baterista Klaus Dinger, es similar a la de los dos álbumes anterior, pero con el nombre del grupo en blanco sobre un fondo negro.

## Lista de temas
1. "Isi" - 5:06
2. "Seeland" - 6:54
3. "Leb' Wohl" - 8:50
4. "Hero" - 7:11
5. "E-Musik" - 9:57
6. "After Eight" - 4:44

## Personal
- Klaus Dinger - batería, percusión, guitarra, teclados, voz, producción, synclavier
- Michael Rother - guitarra, bajo, piano, teclados, sintetizador, producción, efectos electrónicos
- Thomas Dinger - guitarra, fotografía
- Hans Lampe – batería
- Conny Plank - producción

### Otros créditos
- Ann W - fotografía